# SG Dynamo Zinnwald
SG Dynamo Zinnwald byl německý klub zabývající se zimními sporty z okolí Cínovce ve východních Krušných horách. SG Dynamo bylo známé hlavně jako klub vychovávající vynikající biatlonisty, bobisty a sáňkaře. Klub byl tradičním rivalem SC Dynamo Klingenthal.

## Historie
SG Dynamo Cínovec bylo založeno 15. října 1956 jako jednoduchý sportovní klub SV Dynamo v městečku Zinnwald-Georgenfeld na německo-české hranici.  Klub byl zaměřen hlavně na zimní sporty. Stal se kolébkou biatlonu, sportu který nabyl v Německu na velké oblibě. V roce 1959 bylo SG německým centrem biatlonu. To vedlo k restrukturalizaci vzdělávacích zařízení a cíleného rozvojového programu pro mládež. V roce 1964 SG Dynamo slavnostně otevřelo v oblasti George novou budovu, která nahradila jednoduché chýše. Zatímco význam klasickém lyžování se v Cínovci snižoval, význam biatlonu se neustále zvyšoval. V roce 1967 se v Areálu SG dynamo Cínovec uskutečnilo 8. Mistrovství světa v biatlonu. Také v Altenbergu vznikla v roce 1974 sportovní škola pro mladé talenty v různých zimních sportech, která  úzce souvisí s Dynamo Cínovec. 7. srpna 1990 klub zanikl a jeho pokračovatelem se stal kulb SSV Altenberg, který sídlí ve stejné aréně jako tehdy SG Dynamo Cínovec.

### Biatlon
V národních šampionátech klub neustále soutěžil s ASK Oberhof. Závodníkům SG Dynamo se povedlo devatenáctkrát ovládnout národní šampionát. K tomu byl také úspěšný v mezinárodních soutěžích.

#### Úspěšní biatlonisté
- Birk Anders
- Günter Bartnik
- Manfred Beer
- Raik Dittrich
- Ricco Groß
- Steffen Hauswald
- Andreas Heymann
- Helmut Klöpsch
- Arne Kluge
- Heinz Kluge
- Hansjörg Knauthe
- Horst Koschka
- Michael Lohschmidt
- Joachim Meischner
- Hans-Dieter Riechel
- Dieter Ritter
- Eberhard Rösch
- Frank-Peter Roetsch
- André Sehmisch
- Klaus Siebert
- Jens Steinigen
- Steffen Thierfelder

### Boby
V roce 1987 byla postavena bobová dráha v Altenbergu. Za Dynamo Cínovec byli úspěšní Matthias Benesch a olympijský vítěz Harald Czudaj.